# Katerina Stefanidi
Katerina Stefanidi (gr. Κατερινα Στεφανιδη; ur. 4 lutego 1990 w Cholargos) – grecka lekkoatletka, która specjalizuje się w skoku o tyczce.
Wielokrotna rekordzistka kraju. Złota medalistka mistrzostw Grecji oraz mistrzostw NCAA.
Jej rodzice także uprawiali lekkoatletykę.

## Osiągnięcia
- srebro halowych mistrzostw krajów bałkańskich (Ateny 2005)
- złoty medal mistrzostw świata juniorów młodszych (Marrakesz 2005)
- złoto Gimnazjady (Saloniki 2006)
- srebrny medal mistrzostw świata juniorów młodszych (Ostrawa 2007)
- brąz mistrzostw świata juniorów (Bydgoszcz 2008)
- srebrny medal młodzieżowych mistrzostw Europy (Ostrawa 2011)
- brąz uniwersjady (Shenzhen 2011)
- srebrny medal mistrzostw Europy (Zurych 2014)
- brązowy medal halowych mistrzostw świata (Portland 2016)
- złoto mistrzostw Europy (Amsterdam 2016)
- złoty medal olimpijski (Rio de Janeiro 2016)
- złoty medal halowych mistrzostw Europy (Belgrad 2017)
- złoty medal mistrzostw świata (Londyn 2017)
- brązowy medal halowych mistrzostw świata (Birmingham 2018)
- złoty medal mistrzostw Europy (Berlin 2018)
- brązowy medal mistrzostw świata (Doha 2019)
- srebrny medal mistrzostw Europy (Monachium 2022)
- srebrny medal mistrzostw Europy (Rzym 2024)
- złota medalistka mistrzostw NCAA

W 2012 reprezentowała Grecję na igrzyskach olimpijskich w Londynie. 24. miejsce w eliminacjach nie dało jej awansu do finału. Dziewięć lat później na igrzyskach olimpijskich w Tokio zajęła 4. miejsce w finale. Na czwartych igrzyskach olimpijskich w Paryżu (2024) uplasowała się na dziewiątej pozycji.

## Rekordy życiowe
- skok o tyczce (stadion) – 4,91 (2017) rekord Grecji, 7. wynik w historii światowej lekkoatletyki
- skok o tyczce (hala) – 4,90 (2016) rekord Grecji, 7. wynik w historii światowej lekkoatletyki